# Christian McBride
Christian McBride (Philadelphia, 1972. május 31. –) ötszörös Grammy-díjas amerikai bőgős, hangszerelő, zeneszerző.
Számos zenésszel dolgozott: Freddie Hubbard, McCoy Tyner, Herbie Hancock, Pat Metheny, Joe Henderson, Diana Krall, Roy Haynes, Chick Corea, Wynton Marsalis, Eddie Palmieri, Joshua Redman, Ray Brown, Sting, Paul McCartney, Céline Dion, Isaac Hayes, The Roots stb.

## Pályakép
A Juilliard School-on klasszikus zenét tanult. Nemigen van olyan zenész a könnyűzene világában, akivel ne játszott volna együtt, ideértve a pop-rock területét is; amellett hangszerel és komponál is.

## Lemezek
(válogatás)
- 1994 Gettin' To It
- 1995 Number Two Express
- 1998 A Family Affair
- 2000 SciFi
- 2000 The Philadelphia Experiment
- 2002 Vertical Vision
- 2005 Live at Tonic
- 2009 Kind of Brown
- 2011 The Good Feeling
- 2011 Conversations with Christian
- 2013 People Music
- 2013    Out Here
- 2015 Live at the Village Vanguard

## Díjak
Ötszörös Grammy-díjas.